# マイク・ミアルス
マイケル・ミアルス（Michael Mearls）は、アメリカ合衆国のファンタジー・ロールプレイングゲーム（RPG）および関連小説の作家、ゲームデザイナー。
2005年から2023年までウィザーズ・オブ・ザ・コースト社に勤め、さまざまな役職を歴任した。テーブルトークRPGダンジョンズ&ドラゴンズ（D&D）のリサーチ・デザイン・チームのシニア・マネージャーを経て、同フランチャイズのクリエイティヴ・ディレクターに就任。同ゲームの第5版のデザインを共同で主導した。ボードゲーム『Castle Ravenloft』や、D&D第3版、第4版、第5版の様々な書籍を手がけた。2024年、ケイオシアム社のRPGのエグゼクティヴ・プロデューサーに就任。

## 学歴
ダートマス大学の卒業生である。 大学在学中はフラタニティ「Sigma Nu」に所属し、キャンパス紙に風刺的な手紙を寄せたことで知られるようになった。

## キャリア
ミアルスは、2001年にFiery Dragon Productionsのために、アドベンチャー『To Stand on Hallowed Ground/Swords Against Deception』を書いた。2002年には、Hogshead Publishing最後の製品である『ウォーハンマーRPG』のアドベンチャー『Fear the Worst』を執筆し、Hogsheadはこれをインターネット上で無料公開した。また、Malhavoc Pressの『Iron Heroes』（2005）というゲームもデザインした。
2005年6月、ミアルスはWotC社にデザイナーとして採用された。ミアルスはアンディ・コリンズ、デイヴィッド・ヌーナン、ジェシー・デッカーと共に、ロブ・ハインソー率いるD&D第4版"Flywheel"デザイン・チームの一員となり、このチームは2006年5月から同年9月まで、この版の最初の書籍が執筆されプレイテストされる前の、最終的なコンセプト作業を担当した。「Orcus I」・「Orcus II」と名付けられた第4版のデザイン段階の間に、ミアルスは第4版の遭遇毎に使えるパワーのメカニズムを『Tome of Battle: The Book of Nine Swords』（2006）に追加した。ハインソーが2009年にレイオフされたため、ミアルスはD&Dの新しいリード・デザイナーとなった。2010年5月にコリンズがウィザーズを退社した後、ミアルスはD&D・R&Dチームのグループ・マネージャーに昇進した。ミアルスは第4版の「エッセンシャルズ」ラインの立ち上げを監督した。『Designers & Dragons』の著者であるシャノン・アペルクラインは、この新しいラインは「主にマイク・ミアルスの発想によるもの」であるとコメントしている。ミアルスはまた、ビル・スラヴィセクと共同でボードゲーム『Castle Ravenloft』（2010）をデザインした。
2014年、ミアルスはD&Dの研究開発のシニア・マネージャーを務めていた。 ミアルスはジェレミィ・クロフォードと共に、D&D第5版の共同リード・デザイナーを務めた。2018年までに、ミアルスは同フランチャイズのクリエイティヴ・ディレクターに就任していた。 ミアルスは2019年にWotCのテーブルトークRPGチームを去り、2020年にレイ・ウィニンガーが、D&Dスタジオ担当エグゼクティヴ・プロデューサーに就任した。ミアルスはその後、マジック:ザ・ギャザリングのデザイン・チームに参加した。彼は『バルダーズ・ゲート3』（2023）のクレジットで"special thanks"を受けており、2019年のインタビューでミアルスは、自身の役割を「ストーリーとシステムのサポート」と説明している。ミアルスは2023年12月にレイオフされたことが、Blueskyで確認されている。
2024年5月、ケイオシアムはミアルスがRPGの新しいエグゼクティヴ・プロデューサーになったと発表した。

## クレジットされた作品
- Iron Heroes role playing game.
- "The Siege of Durgham's Folly," from Necromancer Games
- Dungeons & Dragons 4th Edition Player's Handbook 2[24]
- Dungeons & Dragons 4th Edition Monster Manual 3[9]
- Dungeons & Dragons 4th Edition Keep on the Shadowfell, Adventure Book
- Playtest: New Hybrid and Multiclass Options, Dragon magazine #400[25]
- Dragon magazine #360[26]